# Kapucinska crkva Gospe Lurdske u Rijeci
Kapucinska crkva Gospe Lurdske (tal. Nostra Signora di Lourdes) svojim raskošnim neogotičkim pročeljem ukrašenim mozaicima i kitnjastom kamenom dekoracijom, dominira Trgom Žabica u Rijeci.

## Povijest
Na inicijativu provincijala Bernardina Škrivanića započeta je u veljači 1904. godine gradnja te crkve po projektu arhitekta Giovannija Marije Cureta. Donji dio crkve dovršen je 1908. i posvećen Mariji Tješiteljici Duša. Gornji dio crkve građen je u nekoliko navrata, uz velika nastojanja kapucina koji su čak bili primorani koristiti praznovjerje pučana iz cijele regije i Slovenije: prikazivali su im "Svetu Johancu" koja se znoji "krvavim znojem", što je privuklo mnogobrojne hodočasnike od čijih je milodara nastavljana gradnja crkve (god. 1913. Johanca je uhićena).
Samostan je u vlasništvu imao vlastitu tiskaru “Miriam” (prostor u današnjem Art kinu Croatia) u kojoj su tiskana i svjetovna djela poput knjige „Zaručnici“ A. Manzonija i dr.
Konačni izgled pročelje gornje crkve dobilo je 1929. po projektu riječkog arhitekta Kornelija Budinića. Budinić je sam zapisao o projektu:
"Crkva je bazilikalnog tipa, s tri broda, dugačka oko 60 metara, uključujući atrij iznad kojega će biti podignut zvonik, i široka 20 metara. Zvonik će imati ukupnu visinu, ako se mjeri od ulične razine, oko 75 metara. Srednji brod ima širinu 10 metara i odijeljen je od pobočnih brodova s pomoću pet velikih lukova. S desne strane crkve nalazi se oratorij koji se uzdiže na trokutastoj površini."
U gornjoj je crkvi poznati riječki slikar Romolo Venucci uspješno izveo stropne slike i dekoracije. Kiparsku dekoraciju na pročelju izradili su venecijanski kipar Urbano Bottasso i riječki klesar Antonio Marietti. Zvonik koji se trebao uzdizati iznad glavnog pročelja nije realiziran, a zbog njega su temelji ukopavani osam metara u stijenu. Cjelokupna građevina, kvalitetna neosrednjevjekovna arhitektura, jedinstvena je na širem području Rijeke i regije.
Tijekom obnove 2006. godine u bočnim je lađama crkve postavljeno pet novih vitraja koji prikazuju likove hrvatskih svetaca i blaženika; rad su, kao i restauracija starih vitraja akademskog slikara Roberta Mijalića.
Tri godine župnik župe Gospe Lurdske i odgajitelj postulanata (2011. – 2014.) bio je krčki biskup Ivica Petanjak.

## Vanjske poveznice
|  | Zajednički poslužitelj ima još gradiva o temi Kapucinska crkva Gospe Lurdske |